# Enisonychus cruentatus
Enisonychus cruentatus là một loài bọ cánh cứng trong họ Attelabidae. Loài này được Roelofs miêu tả khoa học năm 1880.